# 沃爾夫克里克鎮區 (愛荷華州伍德伯里縣)
沃爾夫克里克鎮區（英語：Wolf Creek Township）是位於美國愛荷華州伍德伯里縣的一個行政鎮區。

## 地方資料
根據2010年美國人口普查的數據，沃爾夫克里克鎮區的面積為95.23平方千米，當中陸地面積為94.59平方千米，而水域面積為0.64平方千米。當地共有人口210人，而人口密度為每平方千米2.21人。